# Чино Морено
Чино Морено (на английски: Chino Moreno) е американски музикант. Роден с името Камило Уонг Морено (на английски: Camillo Wong Moreno) на 20 юни 1973 г. Той е вокалист и втори китарист на групите Deftones и Team Sleep. Част е и от групите Crosses и Palms. Прякорът му Чино означава китаец на испански и се дава на латиноамериканци с азиатски черти. Морено е известен и със специфичен глас, също както и със спокойния си тенор, докато пее мелодично. През 2007 г. е поставен на 51 място в класация за „Топ 100 на метъл вокалисти на всички времена“.

## Детство
Морено е роден в Сакраменто, Калифорния в семейството на баща с испански и мексикански корени и майка, която е била с китайски и мексикански корени. Той е второто от пет деца. В гимназията се среща с Ейб Кънингам и Стивън Карпентър, с които основават Дефтоунс през 1988 г.

## Музикална кариера

### Дефтоунс
Заедно с приятелите си от гимназията Ейб и Стивън, Морено редовно започва да свири в гаража на Карпентър от 1988 г. След като Чи Ченг се присъединява към триото, Дефтоунс се сформира като група. По-късно успяват да се свържат и с Маверик Рекърдс. Техният първи албум, който излиза на пазара е Adrenaline, през 1995 година. Достига до 23 място в класацията на Билборд. Издаденият през 1997 година албум Around the Fur е доста по-успешен, достигайки номер едно в една от класациите на Билборд (Billboard Top Heatseekers). Това е техният първи международен успех, влизайки в английска класация, достигайки 56-о място в нея. Този албум съдържа първите им отделни песни, които влизат в класациите – My Own Summer (Shove it) и Be Quite and Drive (Far Away). White pony е третият им албум, който е издаден през 2000 година с безпрецедентен успех при продажбите, достигайки трето място в САЩ. В този албум за първи път Морено освен вокал, свири на ритъм китара. Едноименният им албум Deftones е издаден през 2003 година, заемайки втора позиция в САЩ и постигайки голям международен успех. B-Sides & Rarities е издаден през 2005 г., като събира в себе си неиздавани или малко познати материали, създадени от 1995 година дотогава. Следващият албум се казва Saturday Night Wrist и е издаден през 2006 г., след дълъг и упорит труд по записването му, той достига до номер 10 в САЩ. Шестият албум на групата, Diamond eyes, е издаден на 4 май 2010 г. През ноември 2012 година, Дефтоунс издават и техния седми студиен албум Koi No Yokan.

### Морено като текстописец
Във връзка с текстовете на Морено, които често са неразбираеми, те са доста поетически и описателни. Той казва „Понякога текстовете ми не са свързани с определена тема. Аз пиша на хартия чувствата си в момента, не е лесно да се обясни съдържанието на текстовете или да се даде логически мисъл на думите. Това, за което пиша също е реакция спрямо музиката, която правим, затова и звученето на Дефтоунс не е толкова популярно, то не всява весели чувства. Парадоксално, но моите любими песни от албумите се отнасят за любовта, но от друга гледна точка“. Въпреки това, Морено пише песни свързани със социални въпроси като расизъм, проституция, уличното насилие и наркотиците. Но текстовете на тези песни също са донякъде неясни.

### Музикално влияние
Морено се повлиява от редица групи като The cure, Bad Brains, My bloody Valentine, Duran Duran, The Smashing Pumpkins, Depeche Mode, Faith no More, Tool, Alice in Chains и други.

### Паралелни проекти
Докато правят албума White Pony с Дефтоунс, Морено започва да разботи с групата Team Sleep. Групата издава едноименен дебютен албум през май 2005 г.
През март 2011 г. Морено започва да работи по нов проект, наречен Crosses, заедно с китариста Шон Лопез (член на групата Far) и Чък Дуум. Морено описва проекта като „малък и спокоен, от типа неща, които обичам да слушам“. Техният дебютен албум е издаден на 2 август 2011 година.
През април 2012 г. Морено се присъединява към бившите членове на Isis и заедно започват проекта Palms. Техният първи албум е предвиден за 2013 година.
Морено е гост-вокал в няколко песни на млади групи: Bender (Sevendust), Paralytic (Dead Poetic), Vengeance is mine (Droid), Caviar (Dance Gavin Dance) и други.
През 2009 година Морено записва песен с 30 Seconds to Mars, която трябва да се появи в техния албум This is war, но остава недовършена. На 2 май 2010 година той изпълнява The kill с 30 Seconds to Mars.

### Проблеми с гласа
През 2001 г. Морено претърпява операция на гърлото, заради силното викане и пропуска няколко концерта на групата си. Той страда от възпаление на дясната си гласна струна и частична парализа на лявата. През останалата част от турнето, Чи Ченг изпълнява ролята на вокал, в частите, в които трябва да се вика, докато Морено пее по-леките мелодии в песните, въпреки препоръките на докторите да се откаже от пеенето за известно време, за да може да се възстанови напълно.

## Оборудване

### Китари
- Gibson 1961 SG
- Fender Mustang
- Fender Jaguar
- Fender Stratocaster
- ESP Viper 301
- Epiphone G-400

### Ефекти
- Boss CE5 Chorus
- Boss DD6 Delay

### Микрофони
- Shure Beta 58A – Микрофон за участия на живо от 2011 г.
- Shure SM58 – до 2011 г.

## Дискография

### СДефтоунс
- Adrenaline (1995)
- Around the fur (1997)
- White Pony (2000)
- Deftones (2003)
- Saturday Night Wrist (2006)
- Diamond Eyes (2010)
- Koi No Yokan (2012)
- Gore (2016)
- Eros – записан, но не е издаден

### СTeam Sleep
- Team Sleep (2005)

### СCrosses
- EP 1 (2011)
- EP 2 (2012)